# LWS-6 Żubr
LWS-6 Żubr (PZL.30 Żubr) là một loại máy bay ném bom của Ba Lan, do hãng LWS chế tạo trước Chiến tranh thế giới II. Một số lượng nhỏ được dùng làm máy bay huấn luyện.

## Quốc gia sử dụng
Germany
- Luftwaffe

 Ba Lan
- Không quân Ba Lan

## Tính năng kỹ chiến thuật (LWS-6)
Đặc điểm tổng quát
- Kíp lái: 4
- Chiều dài: 15.40 m (50 ft 6 in)
- Sải cánh: 18.50 m (60 ft 8 in)
- Chiều cao: 4 m (13 ft 2 in)
- Diện tích cánh: 49.5 m² (532.6 ft²)
- Trọng lượng rỗng: 4,788 kg (10,533 lb)
- Trọng lượng có tải: 6,747 kg (14,843 lb)
- Trọng tải có ích: 1,959 kg (4,319 lb)
- Trọng lượng cất cánh tối đa: 6,876 kg (15,127 lb)
- Động cơ: 2 × Bristol Pegasus VIII, 700 hp (522 kW)  mỗi chiếc

 Hiệu suất bay 
- Vận tốc cực đại: 341 km/h (212 mph)
- Vận tốc hành trình: 280 km/h
- Tầm bay: 750-1250 km (466-776 mi)
- Trần bay: 6,700 m (21,975 ft)
- Vận tốc lên cao: 408 m/phút (6.8 m/s) (1,338 ft/phút)
- Tải trên cánh: 129 kg/m² (26.4 lb/ft²)

Trang bị vũ khí

- 5 × súng máy Vickers F 7.7 mm
- 660 kg (1,450 lb) bom